# 鄺曰廣
鄺曰廣（？—1641年），字居節，广东南海县籍番禺縣人，明末官員，同進士出身。

## 生平
崇祯九年丙子科廣東鄉試第九名舉人，十年（1637年），参加殿试，登金榜题名，赐同进士出身，官至湖廣襄阳府推官。崇祯十四年（1641年），張獻忠破城，鄺曰廣與副使张克俭共同克敵，被殺。妻谭氏、妾季氏被害。有子鄺逢明、鄺逢泰，皆殉命。

## 延伸阅读
[在维基数据编辑]
 《明史卷二百九十二》，出自《明史》